# Алдешти (Галац)
Алдешти (рум. Aldești) насеље је у Румунији у округу Галац у општини Берешти-Мерија. Oпштина се налази на надморској висини од 141 m.

## Становништво
Према подацима из 2002. године у насељу је живело 404 становника, од којих су сви румунске националности.